# Lindera reflexa
Lindera reflexa är en lagerväxtart som beskrevs av William Botting Hemsley. Lindera reflexa ingår i släktet Lindera och familjen lagerväxter. Inga underarter finns listade i Catalogue of Life.